# Bollo pelón
El bollo pelón es un plato típico de la cocina venezolana que consiste en un bollito de masa de maíz relleno de guiso de carne o pollo, que se hierve y se baña en una salsa usualmente a base de tomates. No deben confundirse con los bollitos hervidos ya que estos no llevan relleno. 
También existe la variación hecha con harina de maíz coloreada con onoto, tal como la que se utiliza para las hallacas. Se rellenan las bolitas (más o menos del tamaños de una manzana grande), con guiso de carne o pollo y se hierven hasta estar cocidas. En este caso no se agrega ningún tipo de salsa. El guiso debe estar cocido de antemano. Generalmente se acompaña con arroz, o se come solo.
Existe otra variante elaborada con auyama cocida y licuada mezclada con la masa. En la isla de Margarita suelen prepararlo de esta manera relleno de guiso de pescado (generalmente cazón o raya). 
También en el Estado Miranda y otras regiones se hacen unas bolas de masa de maíz rellenos de un guiso de carne o granos llamados bollos pelones.
Este plato es típico de la cocina venezolana colonial y se considera un clásico junto con la hallaca y los postres caraqueños de la cocina colonial caraqueña.
- Datos: Q16538368

 Es muy bueno para salud.